# TOS-1
TOS-1「ブラチーノ」（ロシア語: ТОС-1 - тяжёлая огнемётная система、重火力投射システム）は、サーモバリック爆薬弾頭ロケット弾を運用するために、T-72戦車の車体に220mmロケット弾発射器を装着した多連装ロケットランチャーである。

## 概要

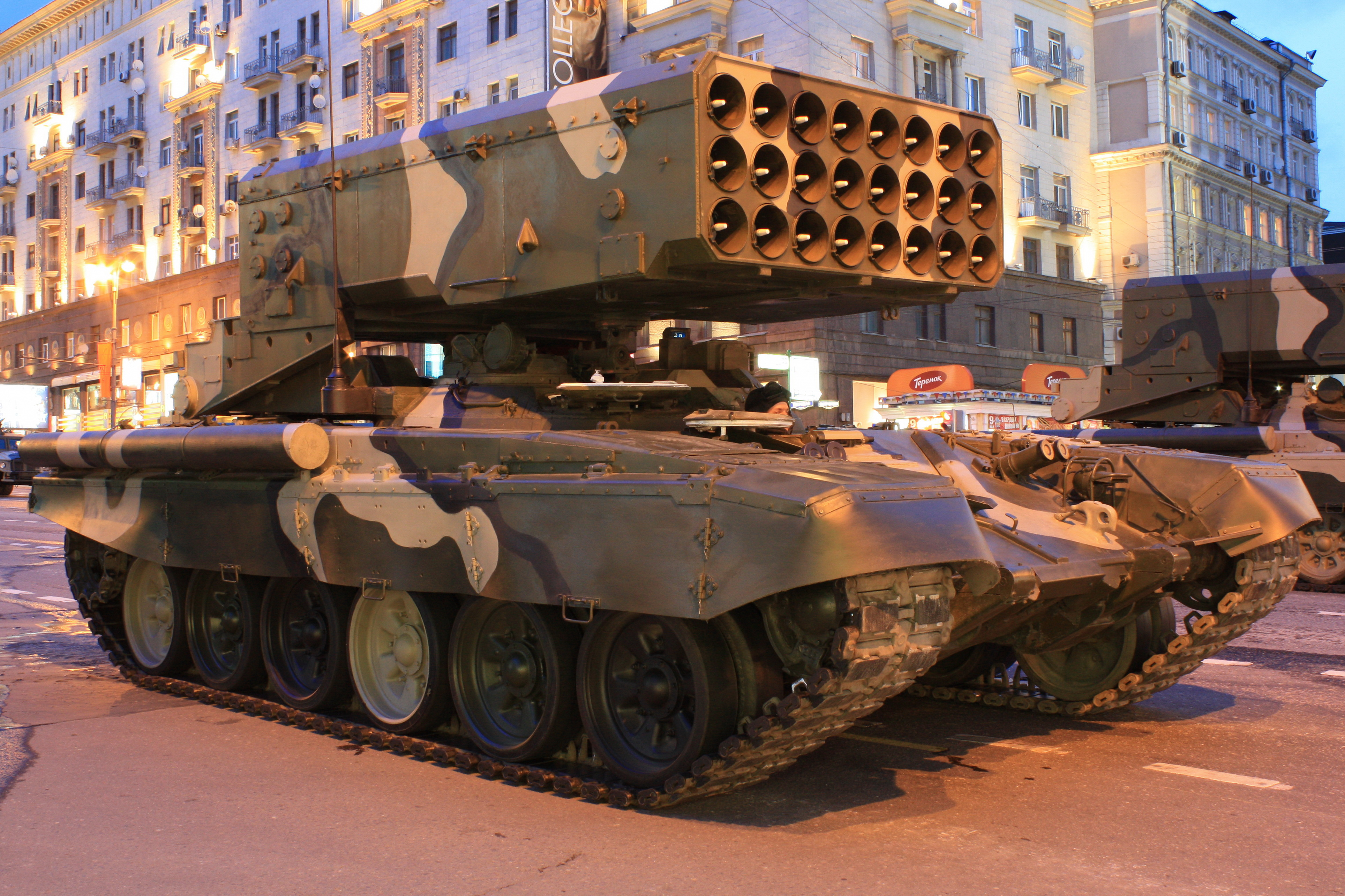
24砲身仕様の多連装ロケットランチャーを搭載したTOS-1A

オリジナルのTOS-1は、搭載している30発の220mmサーモバリック弾頭ロケット弾を15秒で撃ち尽すだけの連射性能を持っており、射程は最小で500m、最大でも3,500mと比較的近距離である。ソビエト連邦の崩壊後のロシア連邦軍でも、チェチェン紛争でも使用されている。TOS-1では破砕弾頭などの、そのほかの各種弾頭のロケット弾は使用されない。このため現在唯一の火炎放射戦車と扱われることがある。
TOS-1は、軽量級の防御が施された車輌・輸送車や、防御物の内部、または開けた地形にいる兵員を撃破するために設計されている。最初の実戦テストは1988年から1989年に行われ、場所はアフガン紛争中のPanjshir峡谷である。TOS-1が最初に一般公開されたのは1999年のオムスクにおいてであった。
TOS-1はロシア連邦軍の砲兵部隊で使用されてはいないが、NBC防御部隊（ロシア語: войска радиационной, химической и биологической защиты (РХБЗ)）で見ることができる。

## 開発

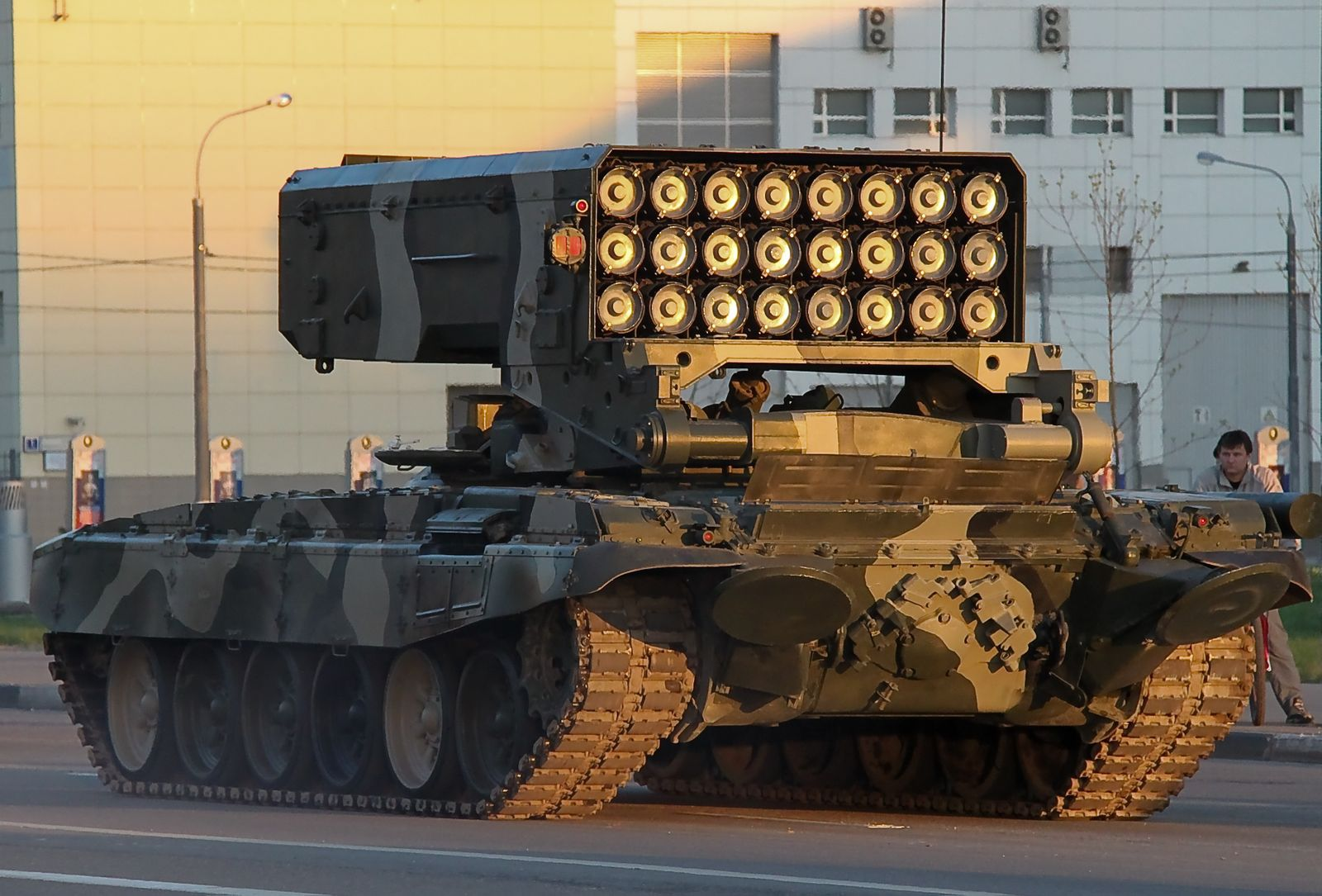
後方からの写真

1979年より始まったソ連のアフガニスタン侵攻にて、ソ連軍は自陣から比較的近距離のムジャーヒディーンを掃討するためにサーモバリック弾頭を運用する多連装ロケット砲を必要としていた。そこで、ソ連軍はT-72戦車の車体に二人乗りの砲塔を構成し、これに220mm30連装ロケット発射器を搭載したTOS-1を開発した。
オリジナルの車輌であるOb.634、またTOS-1は30本の砲身を備え、Ob.634BまたはTOS-1Aは24本の砲身を備えている。
焼夷剤としてサーモバリック爆薬を弾頭に充填したロケット、これらを放つための重量級短距離MRSという概念は、1970年代後半に生まれた。戦闘システムを構成する戦闘車輌、ロケット、および弾薬補給車は、1980年代の早期、オムスクに所在するKBTMにより開発され、TOS-1と命名された。この車輌は長年にわたり秘密兵器のままとされていた。
TOS-1は、兵員、装備、建造物および防御された構造物と交戦するよう企図したものである。この戦闘車輌は、歩兵や戦車からの攻撃指示により行動する。大口径で多砲身のロケット発射器の装備、また3,500m程度の近距離射程という理由から、高いレベルの防護性能が必要となり、これらからT-72主力戦車の車体の転用という決断を促すこととなった。TZMと呼ばれる弾薬補給車は、縦走能力を持つトラックであるKrAZ-255Bの車体を用いて作られ、発射器に装弾・抜弾するためのクレーンを搭載している。
改良されたTOS-1Aは2001年に配備された。

## 設計
TOS-1Aの「Solntsepyok」システムは以下の部品から構成される。
- 「戦闘車輌」BM-1 (ロシア語: Боевая машина) (Ob.634B) はT-72Aの車体を基にしており、これに24基の非誘導型サーモバリックロケット発射器を搭載している。全てのロケットは6秒から12秒で発射することができる。戦闘車輌は、弾道コンピューター、追尾照準器、1D14レーザー測距儀からなる火器管制装置を備えている。他の標準装備としては車長用にTKN-3A照準器、GPK-59ナビゲーション装置、R-163-50U無線通信装置、R-174インターコム、4本の砲身を持つ902G発煙弾発射器が含まれる。3名の乗員は1挺のAKS-74自動小銃、RPKS-74軽機関銃、3基のRPG-26擲弾筒、また10個のF1手榴弾を持つ。BM-1にはT-72Aと同様のNBC防護、消火装置、観測機材などが装備された。なおイラクに輸出されたタイプではT-90ベースの車体が使用されている[4]。

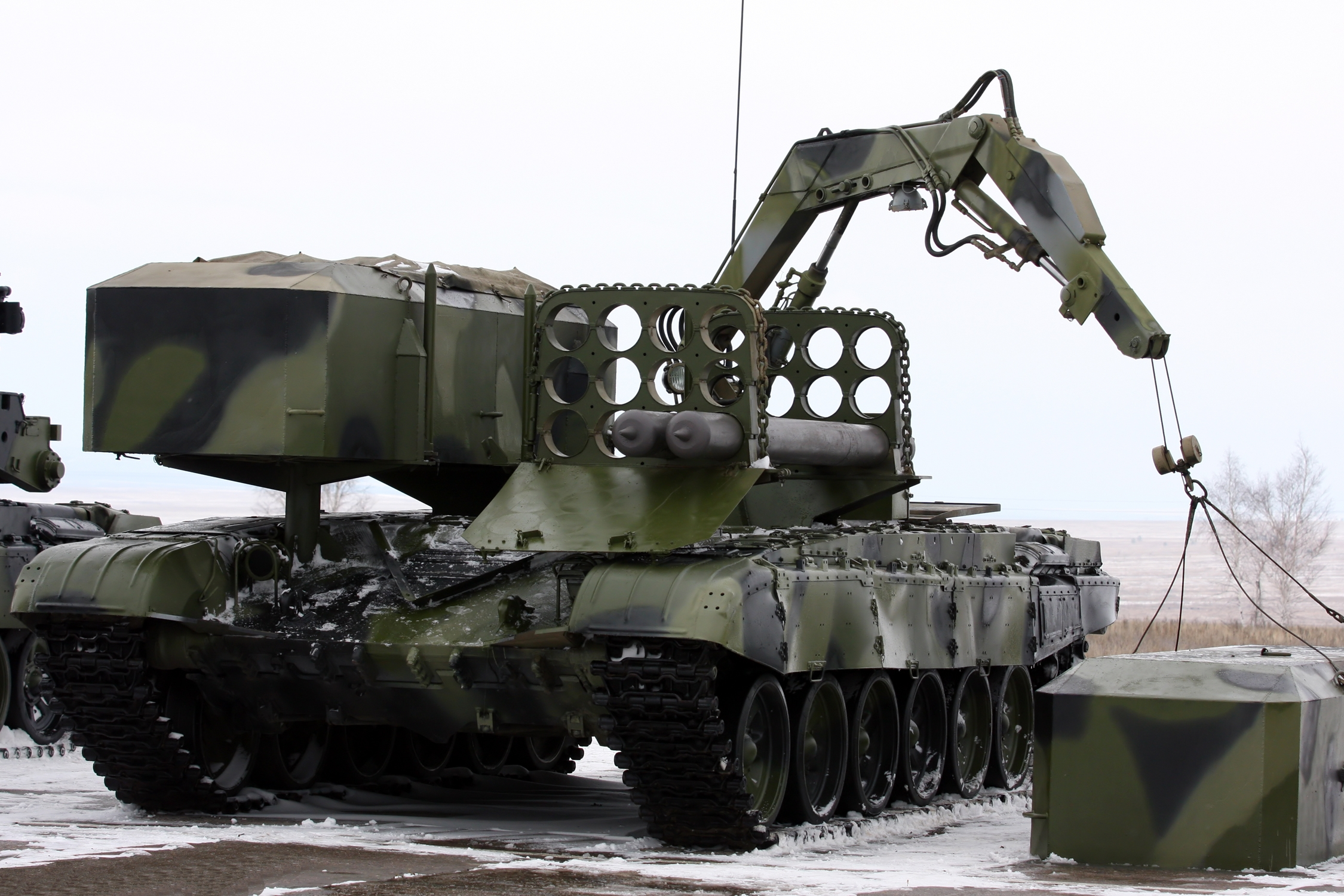
TZM-T 予備ロケット弾運搬車

- 2輛の「弾薬補給車」TZM-T（ロシア語版） (ロシア語: Транспортно-заряжающая машина) (Ob.563)には、10kNの出力を持つクレーンが装備された。またどちらの車輌も、BM-1の使用する2x12発の予備ロケットと400リットルの燃料を運ぶ。戦闘重量は39tである。TZM-Tは3名の乗員を要し、2挺のAKS-74、1挺のRPKA-74、5基のRPG-26、10個のF1手榴弾で武装している。
- NURSロケット一式。(ロシア語: Неуправляемый реактивный снаряд)MO.1.01.04およびMO.1.01.04Mと呼ばれるこれらのロケットは3.3mまたは3.7mの長さであり、各ロケットの重量は173kgから217kgである。TOS-1A用のオリジナルのロケットは2,700mの射程しか持たないが、改善されたものは射程が6,000mとなっている。

## 実戦使用・配備

### アフガニスタン紛争
TOS-1はアフガニスタン侵攻におけるパンジシール（Panjshir）渓谷での戦闘で初めて使用された。ロシア連邦になってからは、1999年のグロズヌイの戦いに投入されている。

### チェチェン紛争
チェチェン紛争（第一次チェチェン紛争(1994-1996)、第二次チェチェン紛争(1999-2009))で使用された。
ロシア・チェチェン共和国で使用された。

### イラク・ISIL紛争
2014年10月3日、イラクは過激派組織ISILに対する切り札としてTOS-1Aを導入し、10月24日、ISILからのイラク・バービル県Jurf Al Nasr解放戦にてTOS-1Aは初陣を飾った。イラク軍は都市ベイジでISILに対して使用した

### アゼルバイジャン
2016年4月4日、アゼルバイジャン陸軍はTOS-1Aをナゴルノ・カラバフ国防軍に対して投入した。

### ロシア・ウクライナ紛争

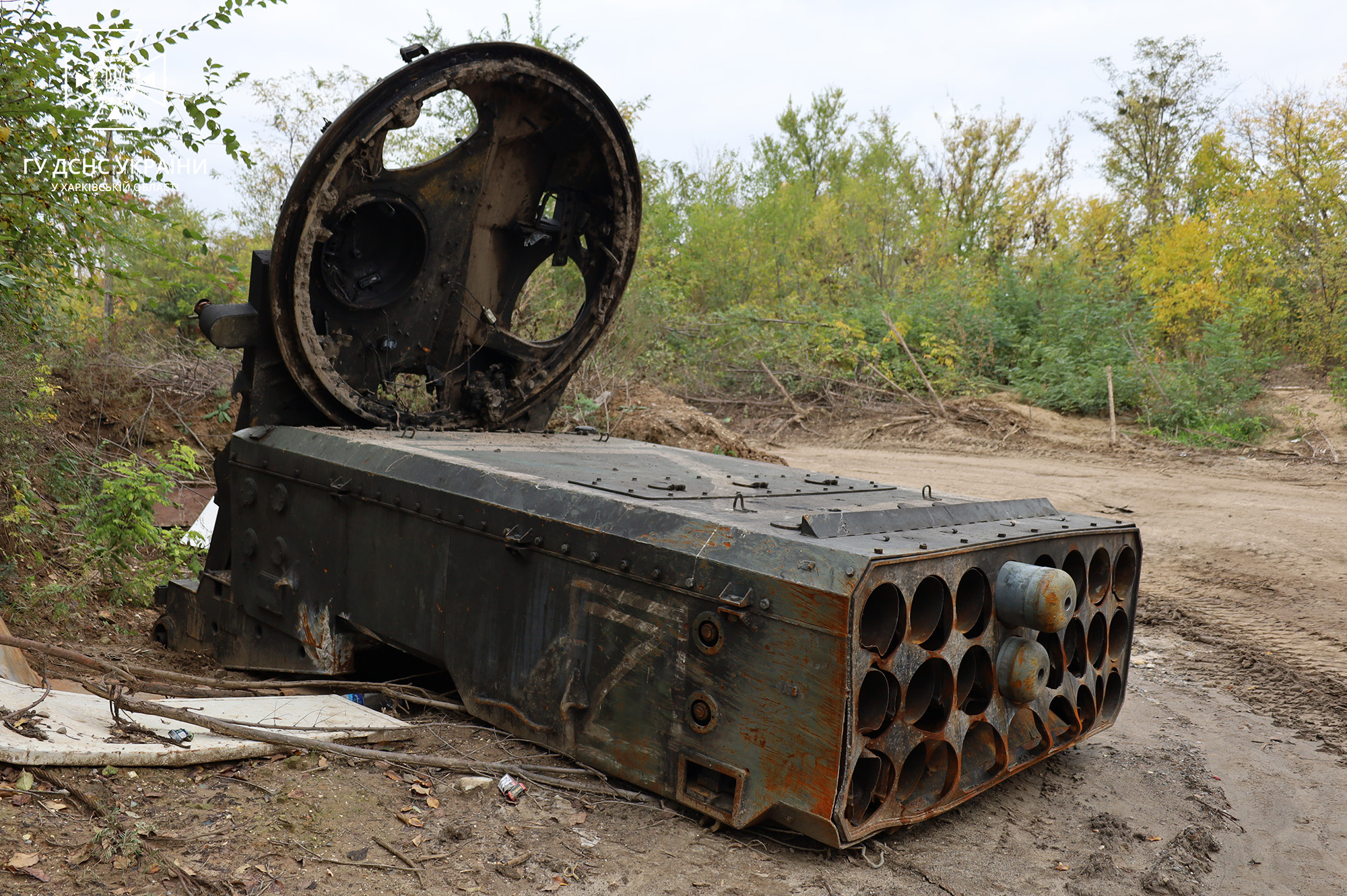
TOS-1の残骸

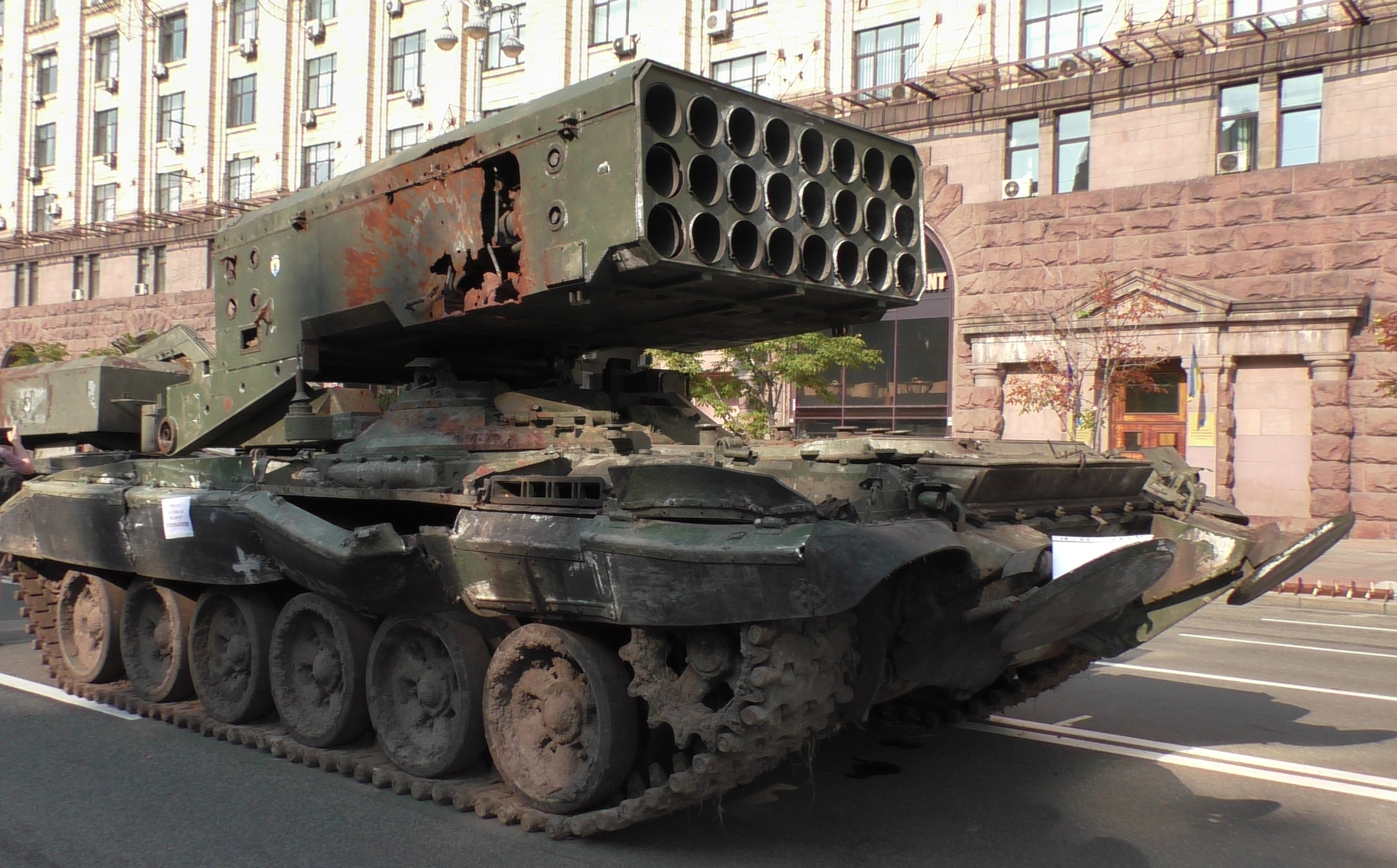
ウクライナ独立記念日に撃破されたTOS-1（2022年8月21日 フレシチャーティク）

2015年9月、欧州安全保障協力機構（OSCE）はウクライナ東部の反政府軍訓練地域にTOS-1が配置されていることを報告した。
2022年ロシアのウクライナ侵攻において、2022年2月26日、CNNがベルゴロド南方で目撃した。

## 使用国
- アゼルバイジャン - 2024年時点で、アゼルバイジャン陸軍が17両のTOS-1Aを保有している[11]。
- イラク 4輌[12]
- カザフスタン - 2023年時点で、カザフスタン陸軍が3両のTOS-1Aを保有している[13]。
- ロシア 〜15輌[14]
- シリア 1輌以上[15]
- ウクライナ 3輌[16]

## ギャラリー

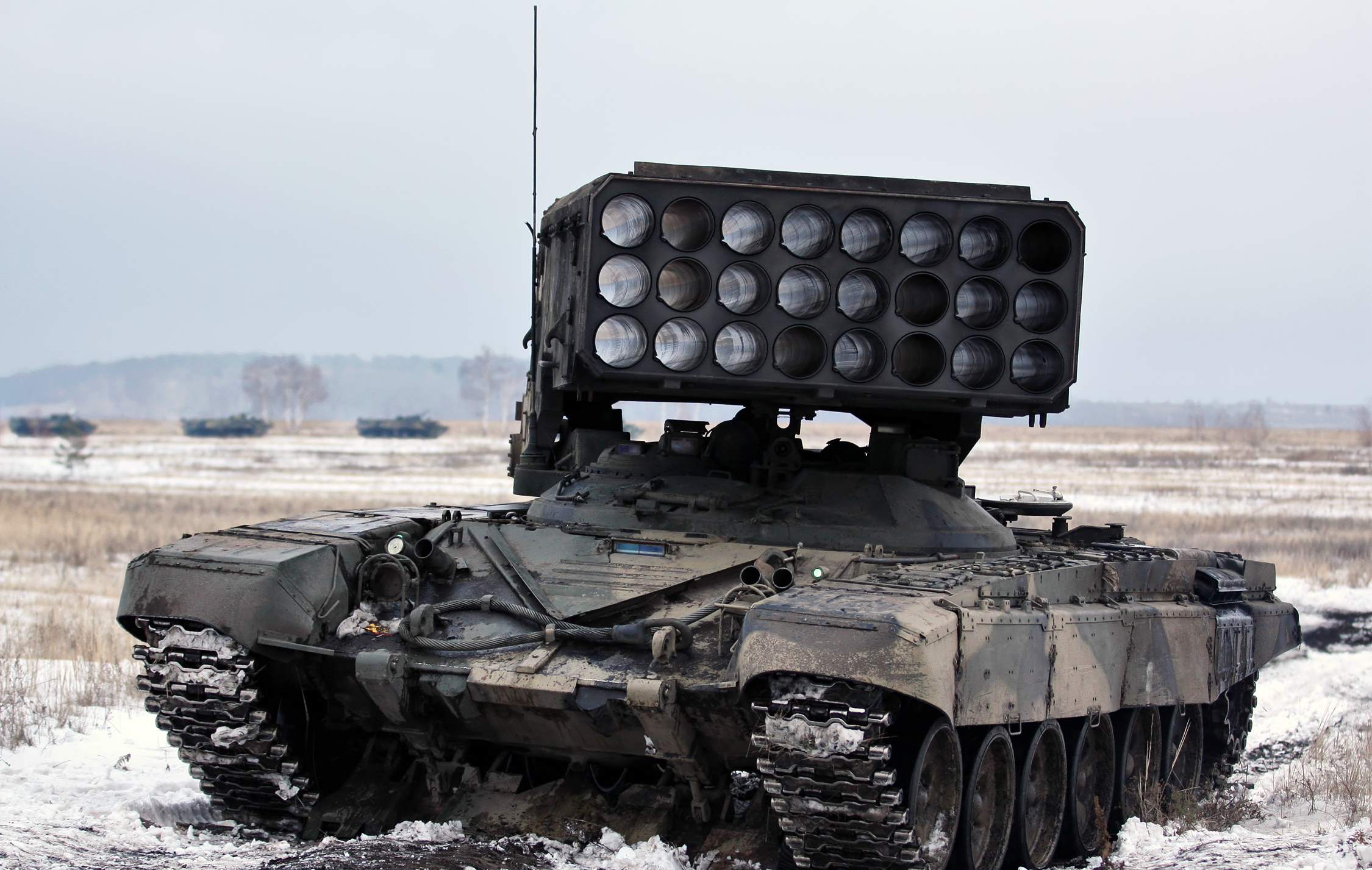
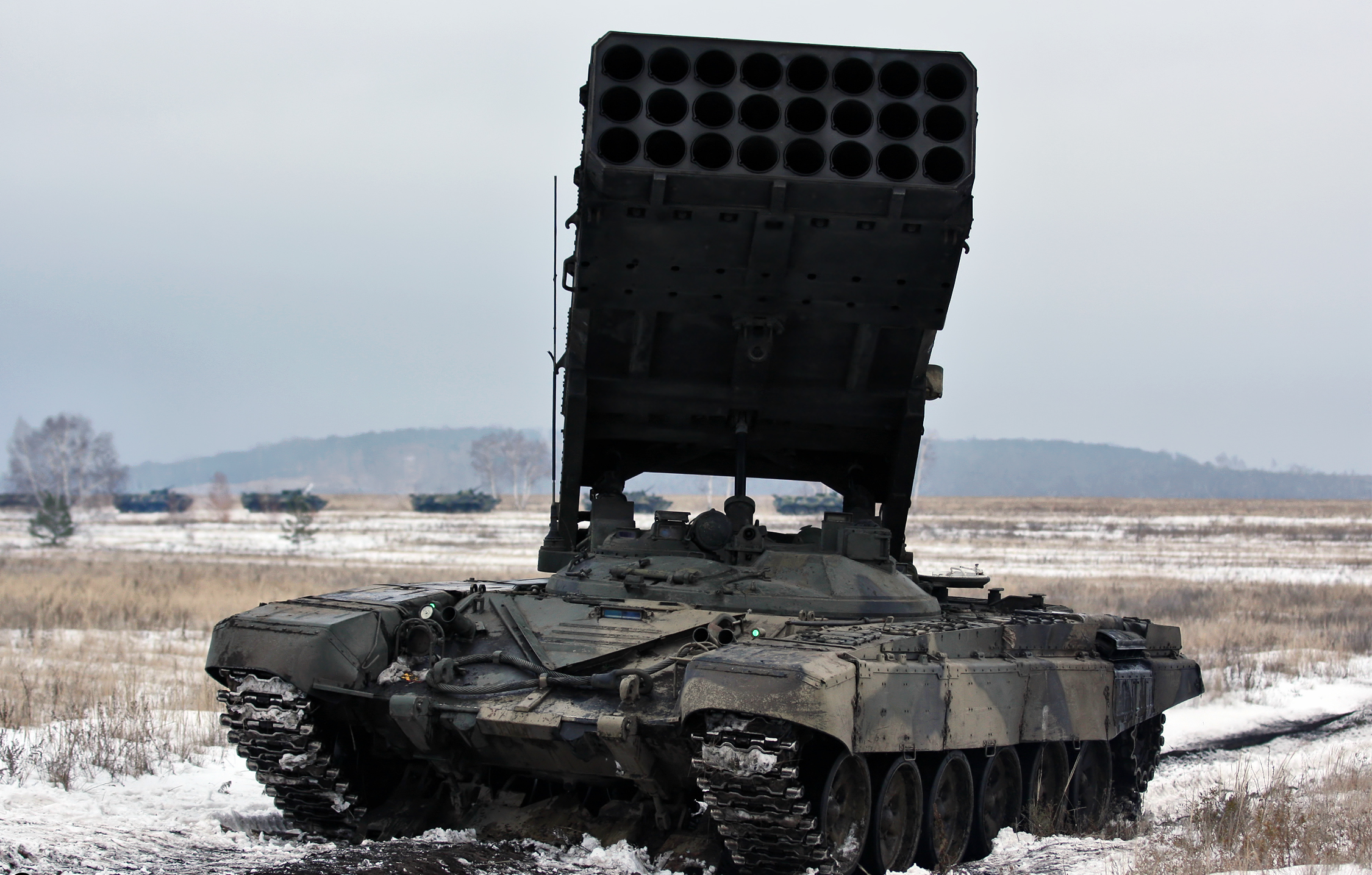
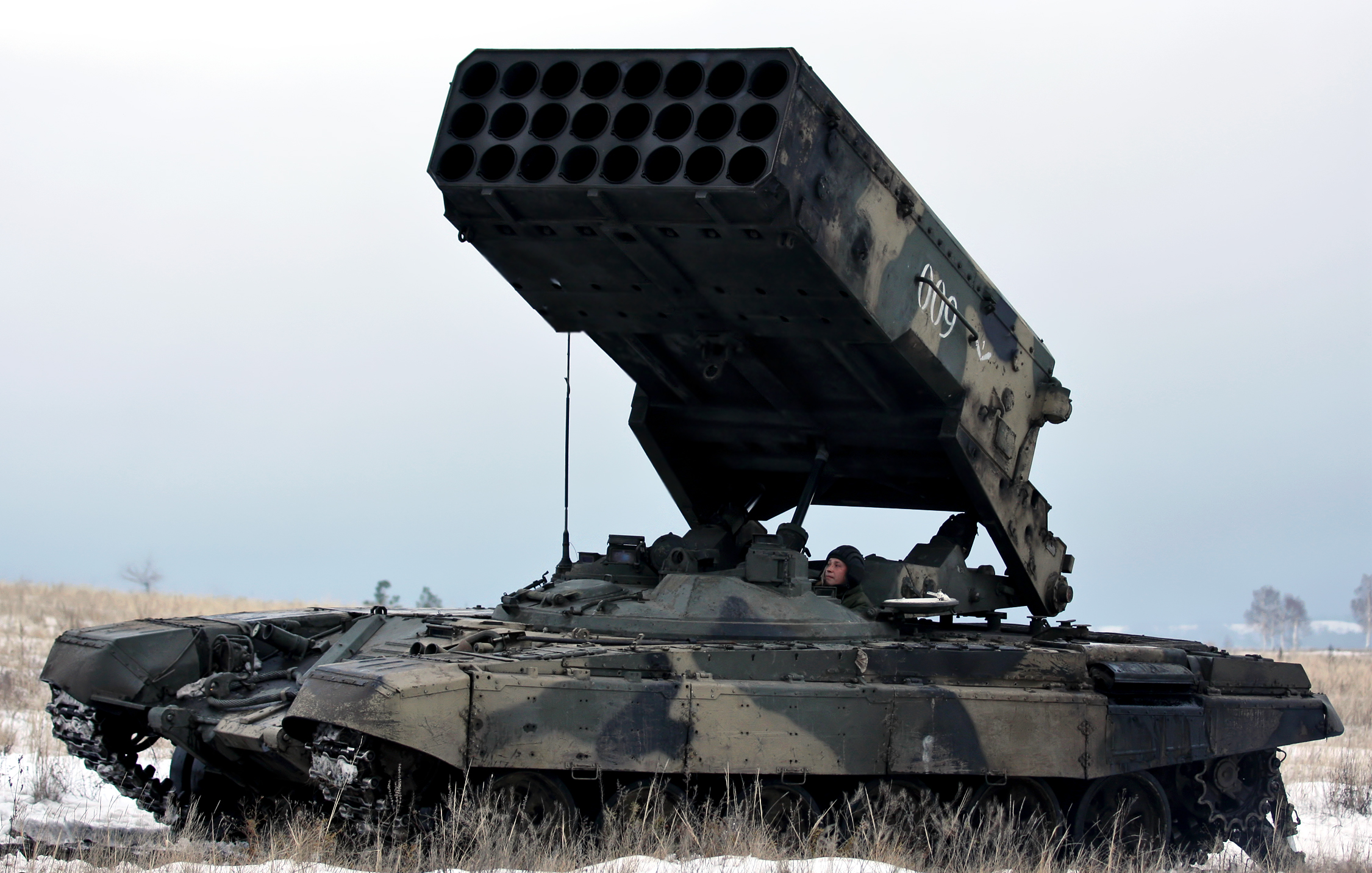
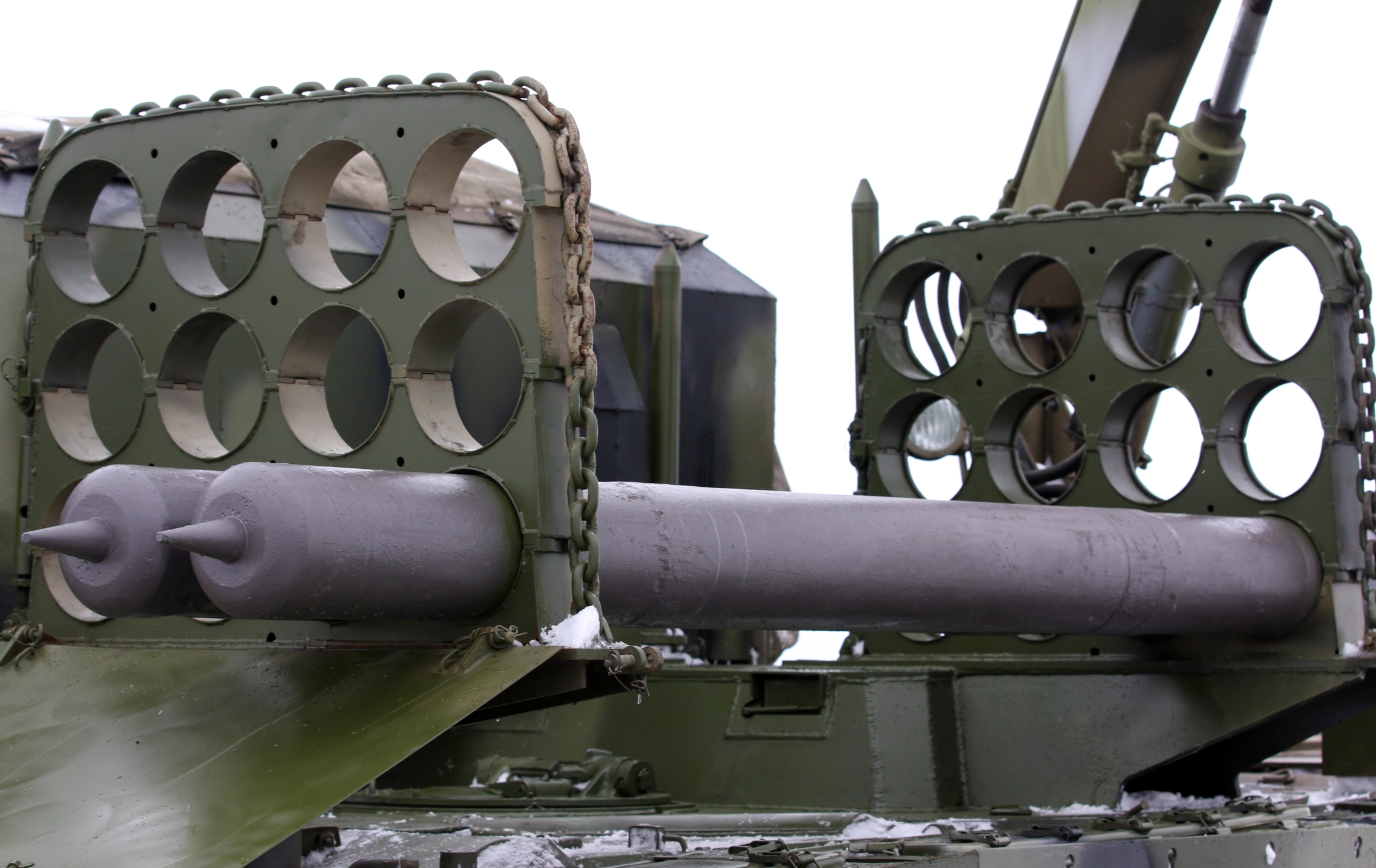
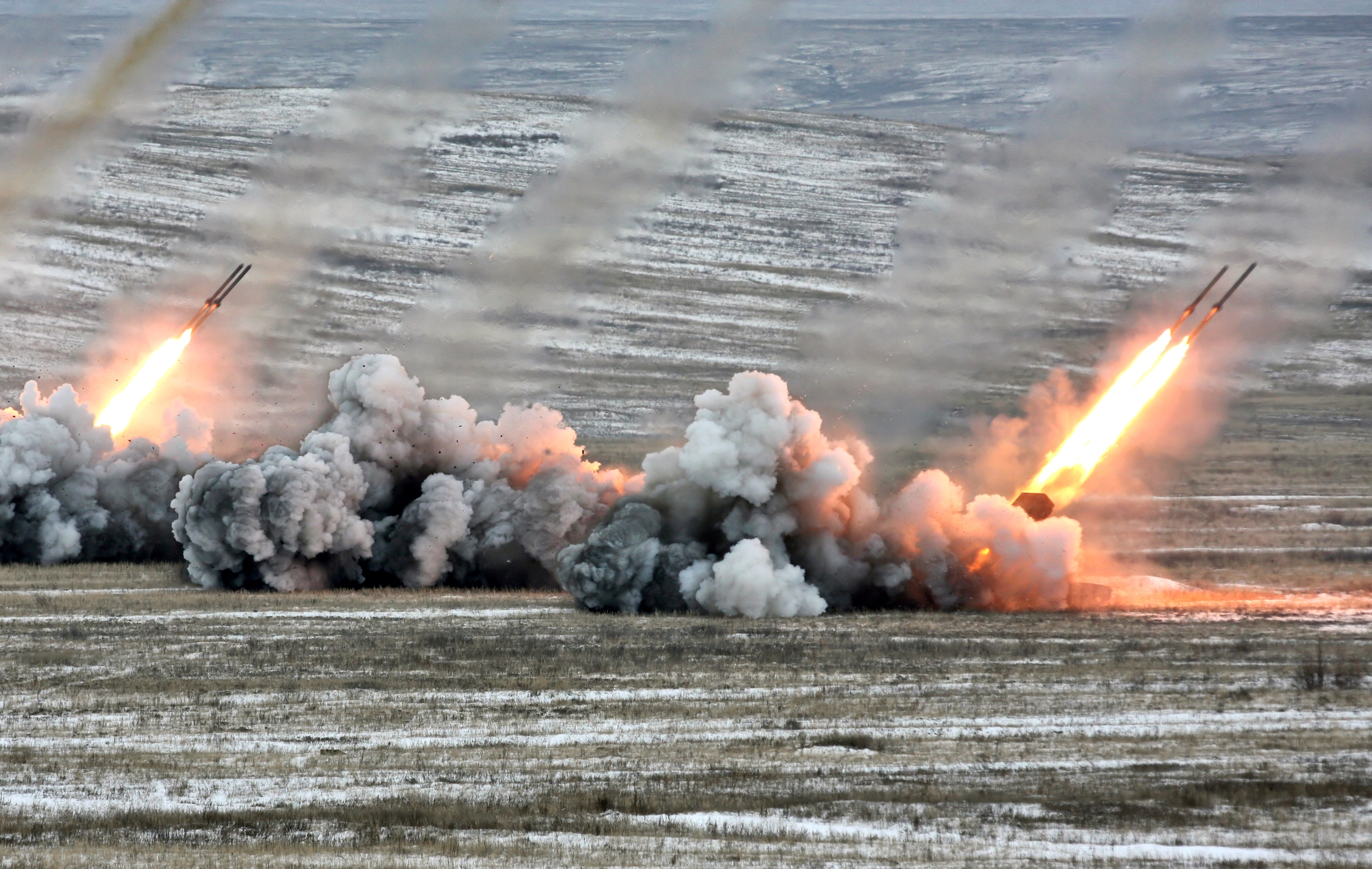
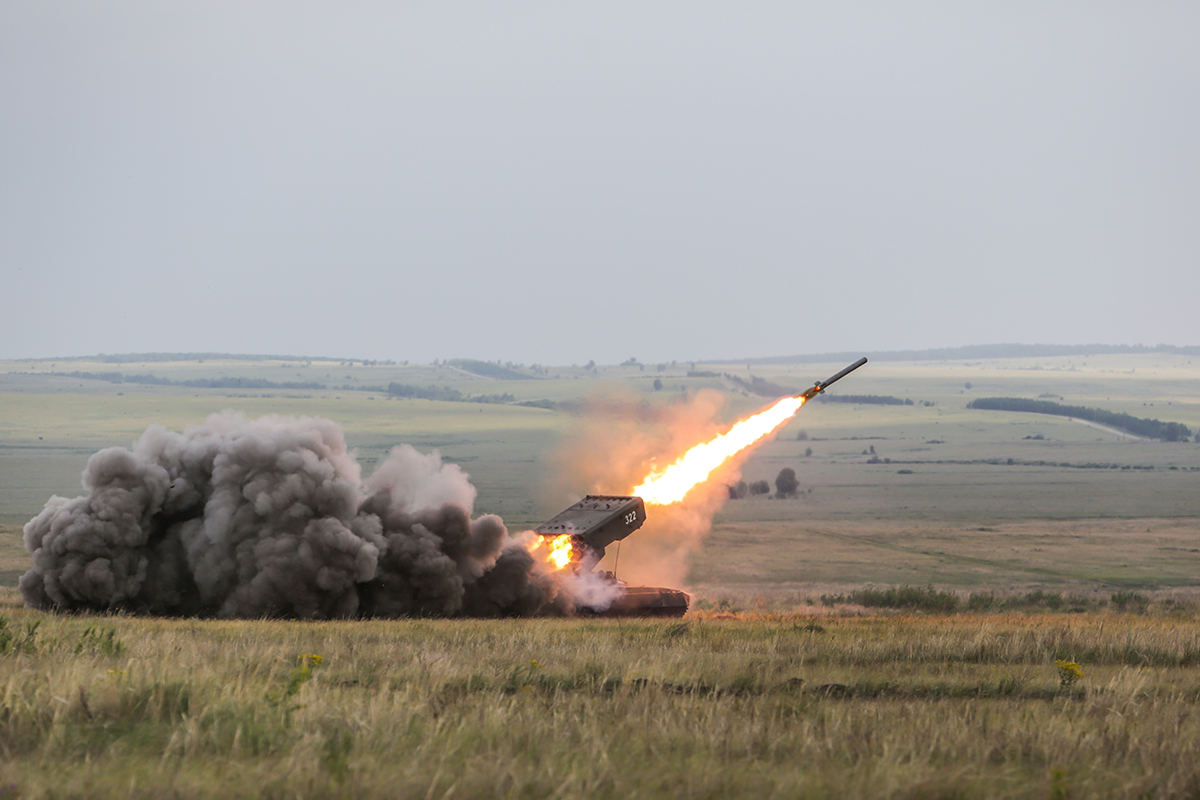
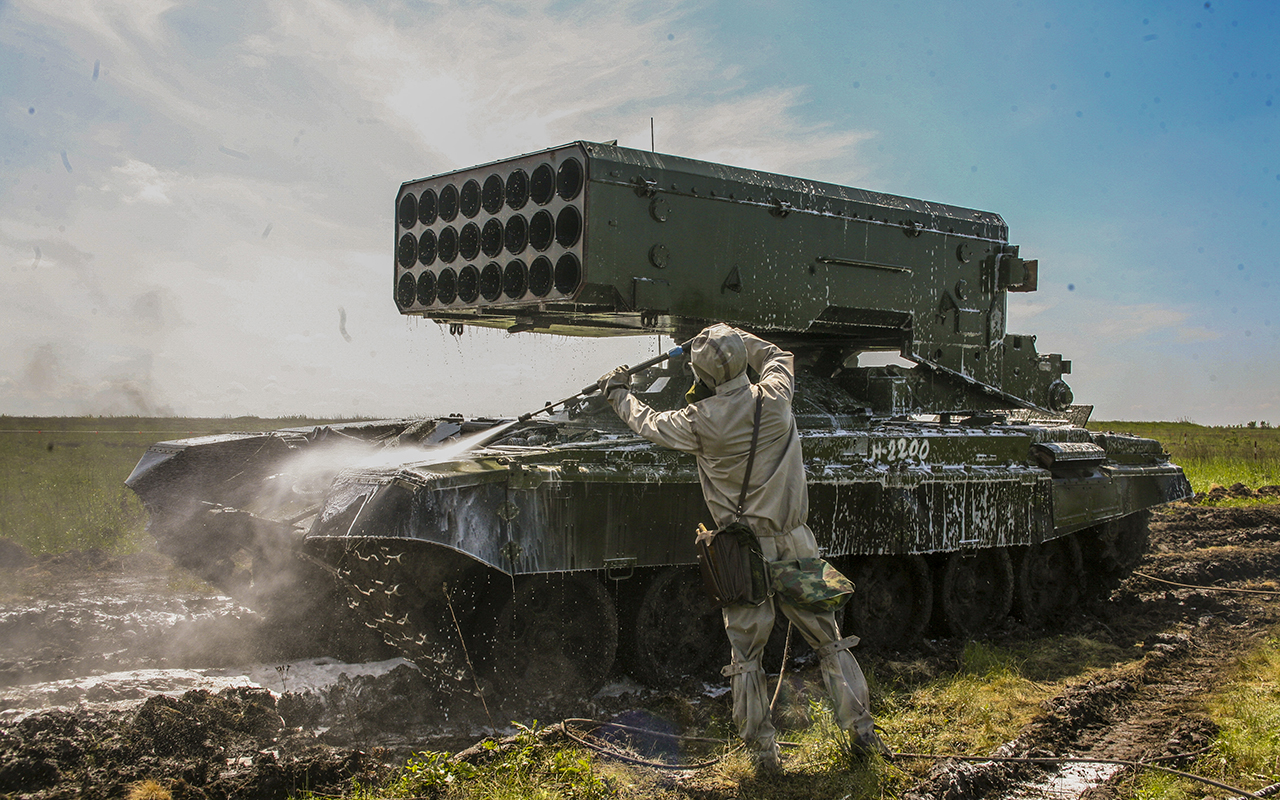
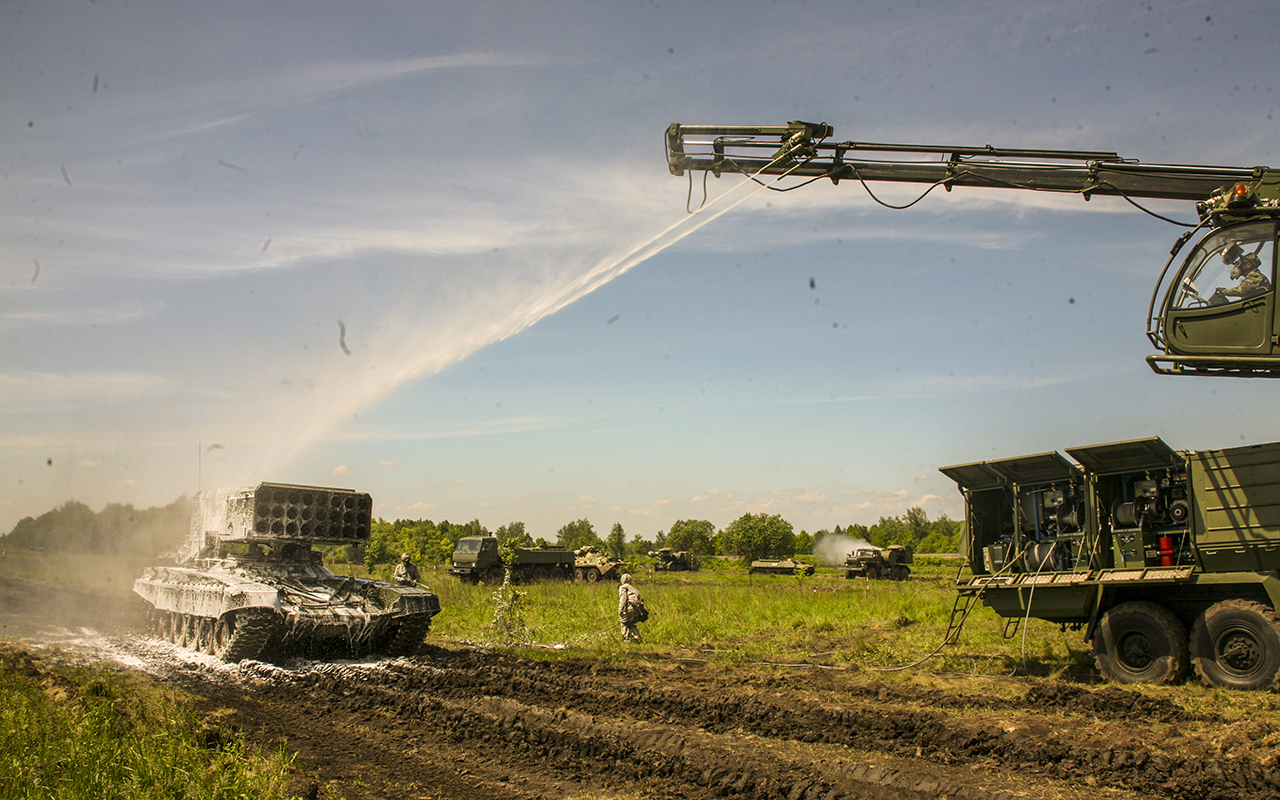
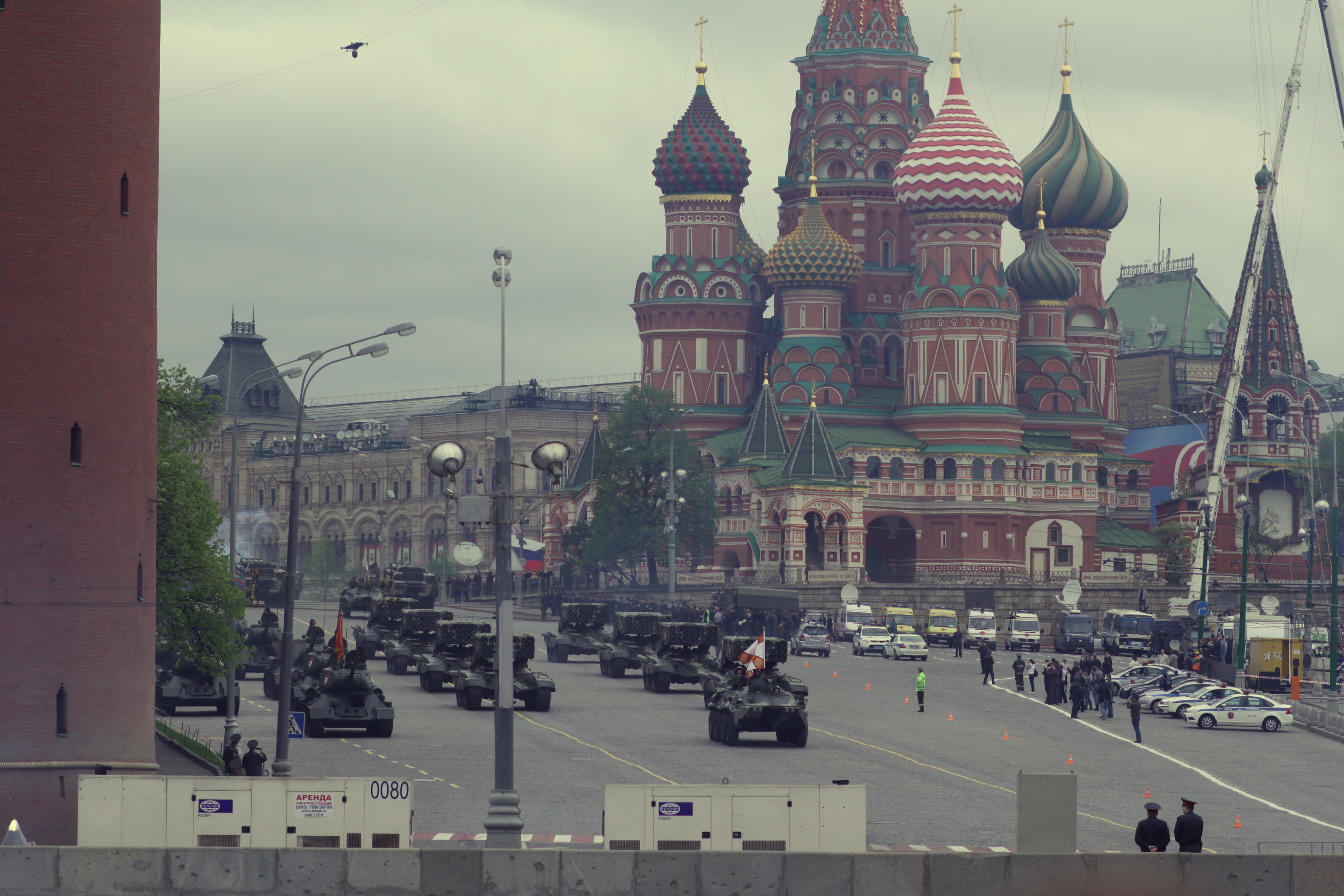